# Surrey Heath Museum
Das Surrey Heath Museum ist ein Museum in Camberley, Surrey. Schwerpunkt ist die Geschichte des Heathlands, Teil des Windsor Forests, seit dem Neolithikum bis heute. Zu den weiteren Attraktionen zählen Miniaturen, historische Spielzeuge und Eisenbahnmodelle.